# Абд аль-Мумин
Абду-ль-Му’мин ибн ‘Али аль-Куми (араб. عبد المؤمن‎;
1101, Тагра, Королевство Хаммадидов — 1163, Рабат, Империя Альмохадов) — основатель династии Альмохадов. Объединил племена берберов и подчинил себе всю Северную Африку.

## Биография
Абд аль-Мумин родился в 1101 году в Северо-Западной Африке в семье бедного гончара, с детства выделялся своими блестящими способностями к изучению арабского языка и религии. Для завершения обучения, около 1117 г. Абд аль-Мумин переехал на восток где встретил и стал любимым учеником Ибн Тумарта, самозванного Махди и основателя новой исламской секты. Абд аль-Мумина поразил ораторский талант и религиозный пыл ибн Тумарта, под влиянием он расстался со своей интеллектуальной карьерой и вместе с ним отправился в Фес и Марракеш. Абд аль-Мумин стал ближайшим соратником ибн Тумарта. За оппозицию к правящей династии Альморавидов в 1119 году их изгнали, и они утвердились со своими последователями в Тинмале близ Сахары, где образовали замкнутое объединение под именем аль-Муваххидун, то есть слуги Единого. Альмохад — латинизированная версия названия аль-Муваххидун.
В 1125 году аль-Муваххидун вступили в борьбу с Альморавидами и были разбиты султаном Али-Абуль-Хаком вблизи Марракеша. Позднее, воспользовавшись отсутствием султана и борьбой последнего в Испании, Абд аль-Мумин разбил Альморавидов у Агмата.
В 1130 году после смерти Мухаммада ибн Тумарта «Махди» Абд аль-Мумин был провозглашён халифом Альмохада в Тинмале. Первоочередной задачей Абд аль-Мумина было продолжать борьбу с Альморавидами, в несколько лет завоевал значительную часть Северо-Западной Африки, взял Оран, Тлемсен, Фес и, наконец, Марракеш. В это время другие его предводители овладели Гибралтаром (1145).
После взятия Марракеша, в апреле 1147 года Абд аль-Мумин провозгласил Марракеш столицей халифата Альмохаидов и приступил к решительной консолидации власти путем беспощадного уничтожения тех, в чьей верности или религиозном усердии он сомневался.
Во время первого (1151—1153) и второго (1159—1160) походов в Ифрикийю Альмохады под руководством Абд аль-Мумин распространили свою власть на всю Северную Африку. В битве при Сетифе (апрель 1153 г.) они наголову разбили ополчения бедуинских племен «Бану Хиляль» и «Бану Сулейм». Бедуины были вынуждены признать власть Альмохадов и перейти к ним на службу в качестве вассальных махзенских (военно-служилых) племен.
Абд аль-Мунин принял титул Амир аль-муминин. За 12 лет он прошел с армией по северо-африканской равнине, захватывая все на своем пути: Константина в 1151 г.,Тунис в 1158 г.,Триполи в 1159 г.
Став султаном в Марокко, Абд аль-Мумин расширил свои владения по всей Северной Африке. Альмохады ворвались в Испанию, заняли Севилью, Кордову, Альмерию (1151), Гранаду (1156) и другие города. На северном побережье Марокко Абд аль-Мумин основал в 1162 году крепость, ныне известную под испанским именем Пеньон-де-Велес-де-ла-Гомера.
Абд аль-Мумин в 1162 году въехал в только что выстроенную крепость Рибат аль-Фатх, «Крепость победы» (нынешний Рабат, столица Марокко), где в следующем году умер. Он был не только выдающийся завоеватель, но заботился также о внутренней организации своего государства, о распространении искусств и наук. Ему наследовал Абу Якуб Юсуф, внуком был Абу Юсуф Якуб аль-Мансур.